# Theraphosa blondi
La tarántula gigante, tarántula Goliat o tarántula pajarera (Theraphosa blondi) es una especie de araña migalomorfa de la familia de los terafósidos.

## Descripción
Se considera como la araña de mayor tamaño, ya que puede alcanzar 28 o 30 cm entre los extremos de sus patas extendidas y pesar más de 100 gramos, siendo el peso máximo registrado de 155 gramos correspondientes a una hembra en cautividad. Como otros miembros de su familia y de familias próximas, tienen el cuerpo peludo, y esos pelos, que son irritantes, actúan como método de defensa contra depredadores.
A juzgar por el color de sus pelos se le conoce popularmente en Venezuela como araña mona ya que se asemeja mucho al color del pelaje de los primates.

## Distribución
Se distribuyen por las selvas ecuatoriales del norte de Sudamérica, encontrándose en Brasil, Guyana, Colombia, Perú y Venezuela

## Comportamiento y hábitat
Las hembras tardan unos tres años en madurar y pueden vivir hasta catorce años. Son agresivas y emiten un ruido silbante (estridulación) cuando se aproxima un enemigo potencial.
Construye madrigueras o reutiliza las abandonadas por roedores. Su territorio de caza se limita a unos pocos metros alrededor de su madriguera. Su alimentación se compone principalmente de invertebrados como cucarachas, ciempiés gigantes, escarabajos, grillos, saltamontes y también ocasionalmente de pequeños roedores y lagartijas.
Es de hábitos solitarios y solo se relaciona durante el apareamiento. Estas tarántulas ponen unos 50 huevos en un capullo en el interior de la madriguera, los cuales eclosionan tras seis semanas.
Su veneno no es ni mucho menos mortal, como se cree popularmente; sus quelíceros producen una profunda herida y el dolor puede durar unas 48 horas como mucho, así como náuseas y sudoración. Otra forma de defensa consiste en lanzar unos pelos urticantes (irritantes) que poseen en su abdomen, que al humano no le causan mayor problema, excepto si se produce contacto con los ojos o la boca.

## Relación con el hombre
Algunos pueblos cazadores, como los yanomami, las utilizan como alimento, lo mismo que a otras grandes arañas migalomorfas.